# 村上市情報通信施設
村上市情報通信施設（むらかみしじょうほうつうしんしせつ）は、「村上市情報通信施設条例」の施行の下の村上市の施設である。

## サービスエリア
- 新潟県村上市朝日地区および山北地区

## 歴史

### 朝日村総合情報ネットワークシステム
村上市朝日地区においては、設置当時の自治体であった岩船郡朝日村の「朝日村総合情報ネットワークシステム施設設置条例」により、朝日村総合情報ネットワークシステム（あさひむらそうごうじょうほうネットワークシステム）が2007年12月に設置され、FTTH方式のネットワークシステムであった。告知放送、町内無料テレビ電話とテレビ放送の再送信、自主放送、インターネットのサービスがあったが、2009年4月、朝日村と村上市との合併により、「村上市情報通信施設条例」の施行の下の施設となった。

### 山北町情報通信施設
山北地区においては、設置当時の自治体であった岩船郡山北町の「山北町情報通信施設の設置及び管理に関する条例」により、山北町情報通信施設（さんぽくまちじょうほうつうしんしせつ）が設置され、FTTH方式のケーブルテレビ局であった。テレビ放送の再送信のほかに、NTTがBフレッツを提供する形態でのインターネットのサービスがあった。また告知放送・町内無料テレビ電話が2009年4月にサービス開始予定とされた（現状は不明）。2009年4月、山北町と村上市との合併により、「村上市情報通信施設条例」の施行の下の施設となった。

## 主な放送チャンネル

### テレビ局
| リモコンID | 放送局                       |
| ---------- | ---------------------------- |
| 1          | NHK新潟総合                  |
| 2          | NHK新潟Eテレ                 |
| 4          | テレビ新潟放送網             |
| 5          | 新潟テレビ21                 |
| 6          | 新潟放送                     |
| 8          | NST新潟総合テレビ            |
| 11         | 自主放送「あさひちゃんねる」 |

朝日地区については、BS放送はパススルー伝送である。

### ラジオ局
| 周波数（MHz） | 放送局        |
| ------------- | ------------- |
| 77.5          | FM-NIIGATA    |
| 79.0          | FM PORT(廃止) |
| 82.3          | NHK新潟FM     |

## コミュニティチャンネル
コミュニティチャンネルとして、あさひちゃんねるが放送されている。

### 主な番組の内容
イベントニュース、子供向け番組（アニメ）（人形劇）